# 1913 au cinéma
| Années du cinéma : 1910 - 1911 - 1912 - 1913 - 1914 - 1915 - 1916    |
| Décennies du cinéma : 1880 - 1890 - 1900 - 1910 - 1920 - 1930 - 1940 |

Cet article présente les faits marquants de l'année 1913 au cinéma.

## Évènements

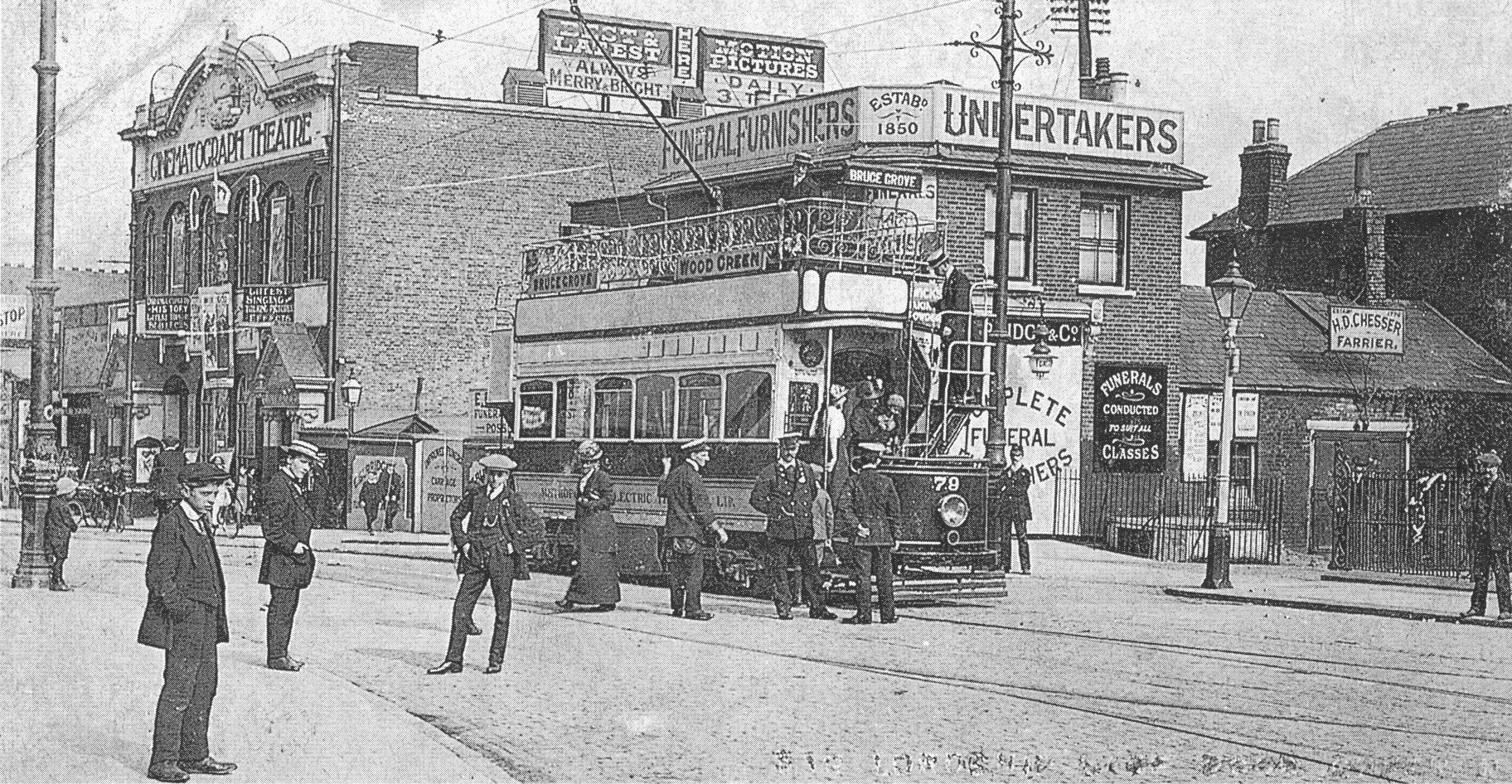
Le Cinematograph Theatre, 17 Lordship Lane, Londres 1913.

- Le pape Pie X interdit toute séance de cinéma dans les églises, et tout contenu religieux dans un film.
- Le ministère de l'Intérieur interdit la diffusion des films représentant des crimes récents ou des exécutions capitales.
- Les frères Warner, Harry (°1881), Albert (°1884), Samuel (°1888) et Jack (°1892), issus d'une famille d'émigrés polonais, fondent la Warner Features Co.
- Samuel Goldwyn fonde sa première compagnie cinématographique avec Jesse L. Lasky et Cecil B. DeMille.

## Principaux films de l'année
- The Squawman, western américain de Cecil B. DeMille.
- Janvier : Le Crime de Bout de Zan (série des Bout de Zan) de Louis Feuillade.
- Le Mort qui tue (série des Fantômas) de Louis Feuillade.
- Le Faux Magistrat (série des Fantômas) de Louis Feuillade.
- Protéa de Victorin Jasset (premier épisode d'une série de 5).
- L'Enfant de Paris propulse Léonce Perret parmi les meilleurs réalisateurs de son époque.
- 21 juin : Mary Stuart, film américain réalisé de Walter Edwin.
- 4 août : King Robert of Sicily.
- 23 septembre : Robin Hood, film américain de Theodore Marston.
- Septembre : King Charles, film britannique de Wilfred Noy.
- 30 septembre : Les Trois Mousquetaires d'André Calmettes.
- Décembre : In hoc signo vinces, de Nino Oxilia.
- 26 décembre : A Tudor Princess de J. Searle Dawley.

## Principales sorties en salles en France
| Sortie à Paris | Titre                   | Pays | Réalisateur     | Distribution                                    |
| -------------- | ----------------------- | ---- | --------------- | ----------------------------------------------- |
| Avril          | Fantômas                | fra. | Louis Feuillade | Georges Melchior, René Navarre                  |
| Septembre      | Juve contre Fantômas    | fra. | Louis Feuillade | Georges Melchior, René Navarre, Yvette Andreyor |
| Septembre      | Les Trois Mousquetaires | fra. | André Calmettes |                                                 |

## Principales naissances
- 15 janvier : Lloyd Bridges, acteur américain († 10 mars 1998).
- 25 janvier : Ivan Ryjov, acteur soviétique († 25 mars 2004).
- 29 janvier : Victor Mature, acteur américain († 4 août 1999).
- 25 février : 
  - Gert Fröbe, acteur allemand († 5 septembre 1988).
  - Jim Backus, acteur américain († 3 juillet 1989).
- 4 mars : John Garfield, acteur américain († 20 mai 1952).
- 18 mars : René Clément, cinéaste français († 17 mars 1996).
- 5 mai : Tyrone Power, acteur américain († 22 août 1980).
- 6 mai : Stewart Granger, acteur britannique naturalisé américain († 16 août 1993).
- 13 mai : Teddy Bilis, acteur français († 30 avril 1998).
- 26 mai : Peter Cushing, acteur britannique (mort le 11 août 1994)
- 18 juillet : Red Skelton, acteur américain († 17 septembre 1997).
- 2 novembre : Burt Lancaster, acteur américain († 20 octobre 1994).
- 6 novembre : Lina Yegros, actrice espagnole († 19 mai 1978).
- 12 décembre : Jean Marais, comédien français († 8 novembre 1998).

## Principaux Décès
- 22 juin : Victorin Jasset, réalisateur français.